# Laccaria amethystina
Laccaria amethystina (Mordecai Cubitt Cooke, 1884) este o  specie de ciuperci comestibile din încrengătura Basidiomycota în familia Hydnangiaceae și de genul Laccaria, denumită în popor amăgitoarea de ametist. Ea coabitează, fiind un simbiont micoriza (formează micorize pe rădăcinile arborilor). Această specie foarte comună se poate găsi în România, Basarabia și Bucovina de Nord, crescând în grupuri mari, adesea în tufe, prin păduri de conifere și de foioase, preferând un factor de mediu mai umed și răcoros. La vreme potrivită apare din iunie până în noiembrie.
Numele epitetului este derivat din cuvântul de limba greacă veche (greacă αμέθυστινος, transliterat în limba latină amethystinus = de culoarea ametistului, împânzit cu ametist).

## Descriere

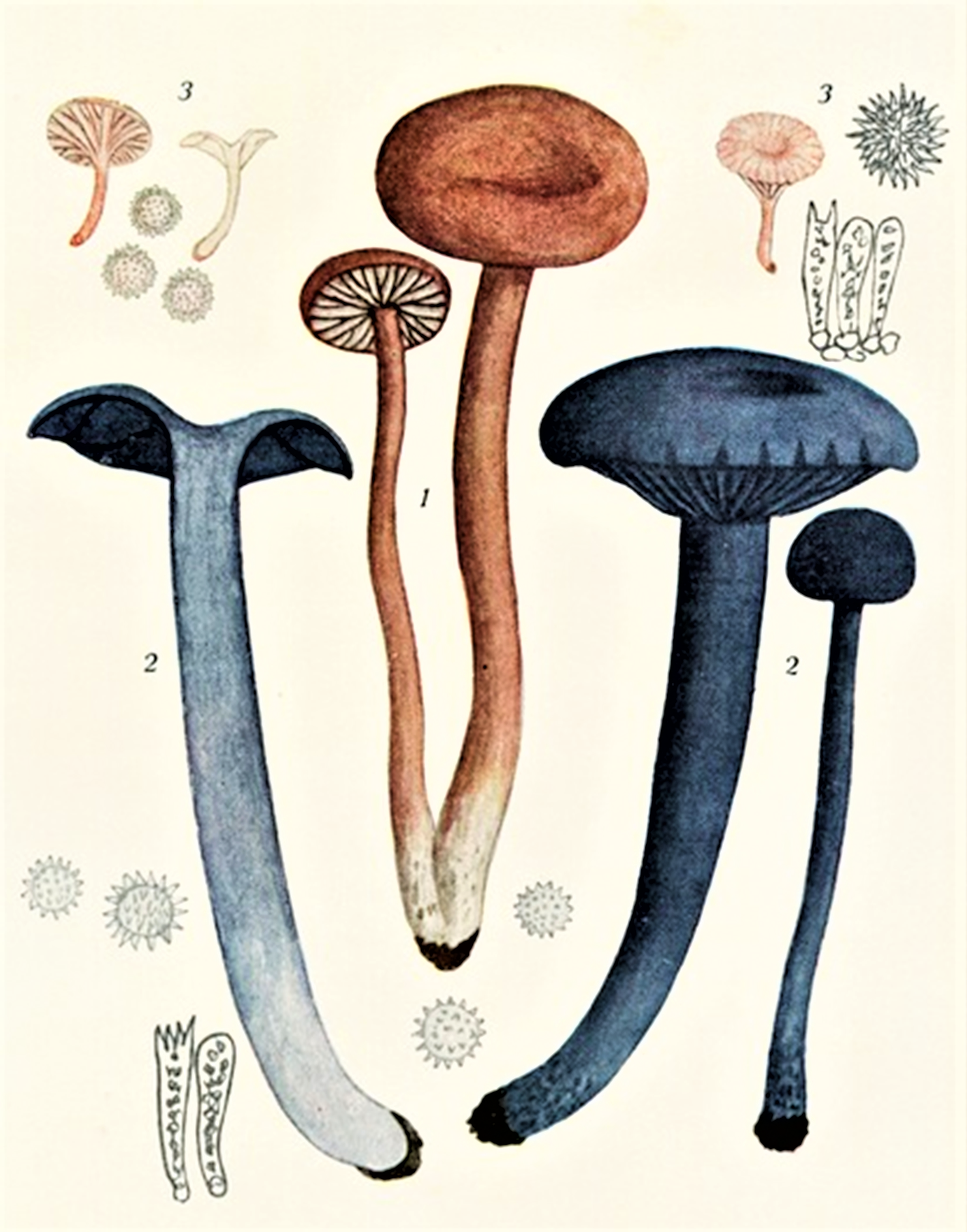
Bres.: Clitocybe amethystina (nr. 2)

- Pălăria: are un diametru de 2-7 (10) cm, foarte rar chiar până la 15 cm, este destul de subțire, higrofană (își schimbă culoarea atunci când pierde sau absoarbă apă), inițial semisferică și aproape închisă, apoi convexă cu marginea răsucită în jos, fiind, progresată în vârstă, întinsă cu centrul pălăriei deprimat (în formă de pâlnie sau ombilic), îndoită neregulat și lobată. Cuticula este mată, netedă sau fin solzos-fibroasă. Culoarea tinde între lila, violet viu și albăstrui, dar buretele se decoloreze la secete sau bătrânețe gri-albicios.
- Lamelele: sunt groase, clar distanțate între ele, cu lamele intermediare și câteodată bifurcate, în tinerețe aderente, mai târziu slab decurente la picior. Sunt de aceeași culoare cu pălăria și acoperite în vârstă de o pulbere fină, albicioasă a sporilor.
- Piciorul: este mereu mai lung ca diametrul pălăriei cu o înălțime de 4-10 cm și cu o lățime de 0,4-0,8 cm destul de subțire, fiind plin, fibros, cilindric,  adesea sinuos, nu rar ceva curbat și fără inel. El este de aceeași culoare cu pălăria.
- Carnea: este mai fragedă în partea pălăriei și mai fibroasă în cea a piciorului, de culoarea pălăriei și piciorului respectiv. Mirosul este plăcut și slab aromatic (amintind ușor de ciuperci) și gustul dulceag. Buretele este variabil, deoarece modifică aspectul său în stare uscată și, prin urmare, este nu prea ușor de determinat.
- Caracteristici microscopice: are spori rotunzi și verucoși punctați-țepoși, neamilozi (nu se decolorează cu reactivi de iod), sub microscop hialini (translucizi), cu o mărime de 8-10 microni. Pulberea lor este albă.[3][4]
- Reacții chimice: Cuticula se colorează cu Hidroxid de potasiu negru.[6]

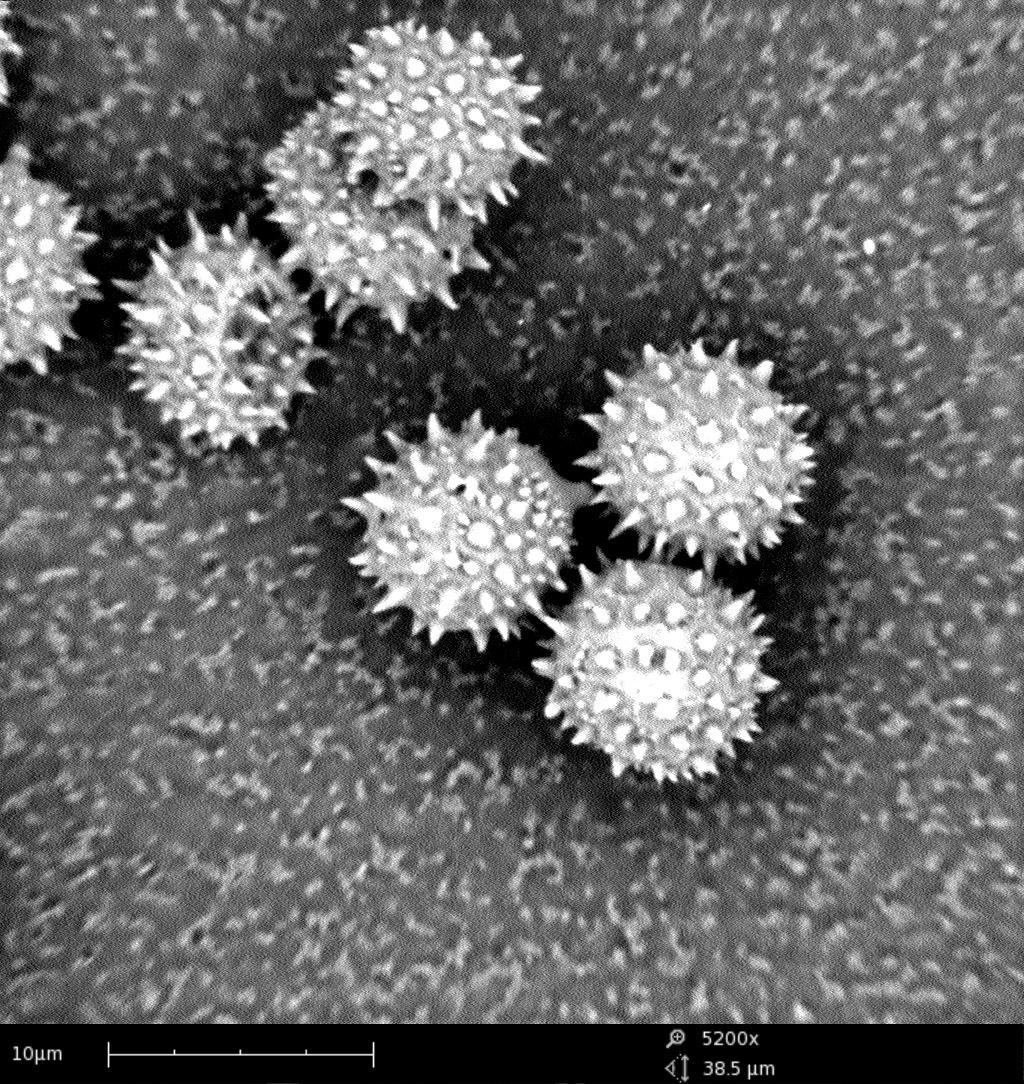
L. amethystina, spori
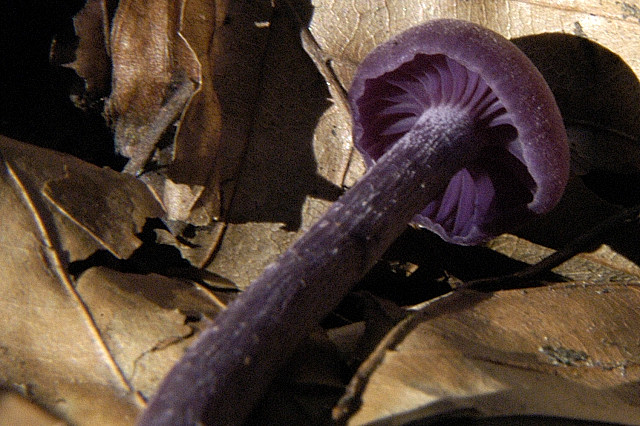
L. amethystina, lamele și picior
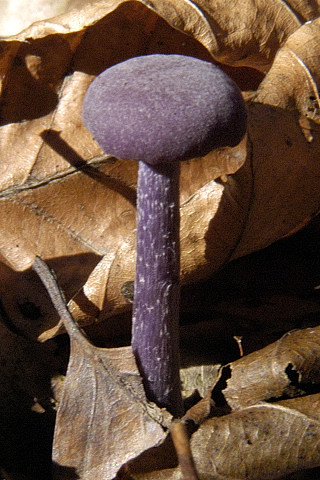
L. amethystina tânără
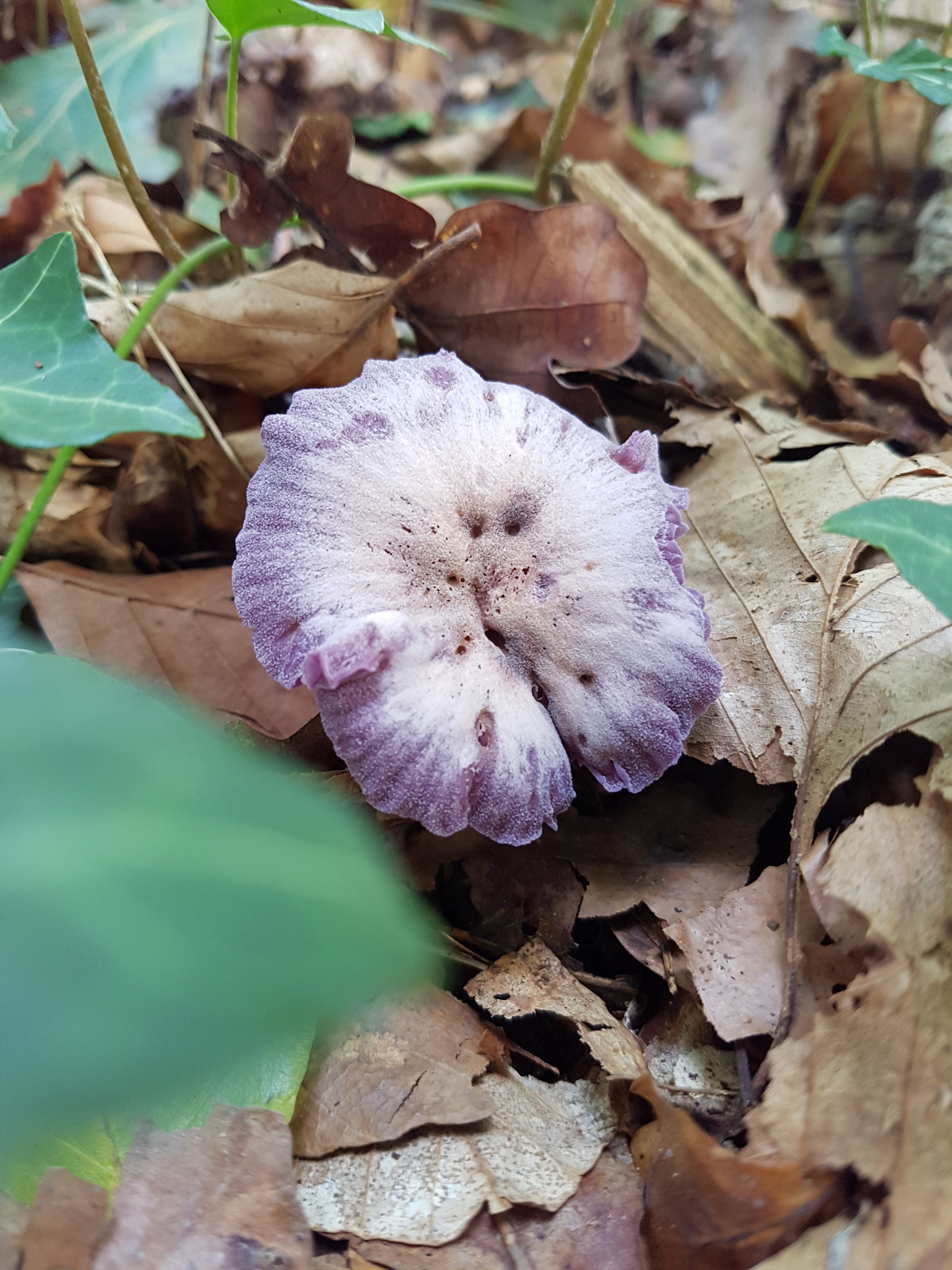
L. amethystina bătrâna
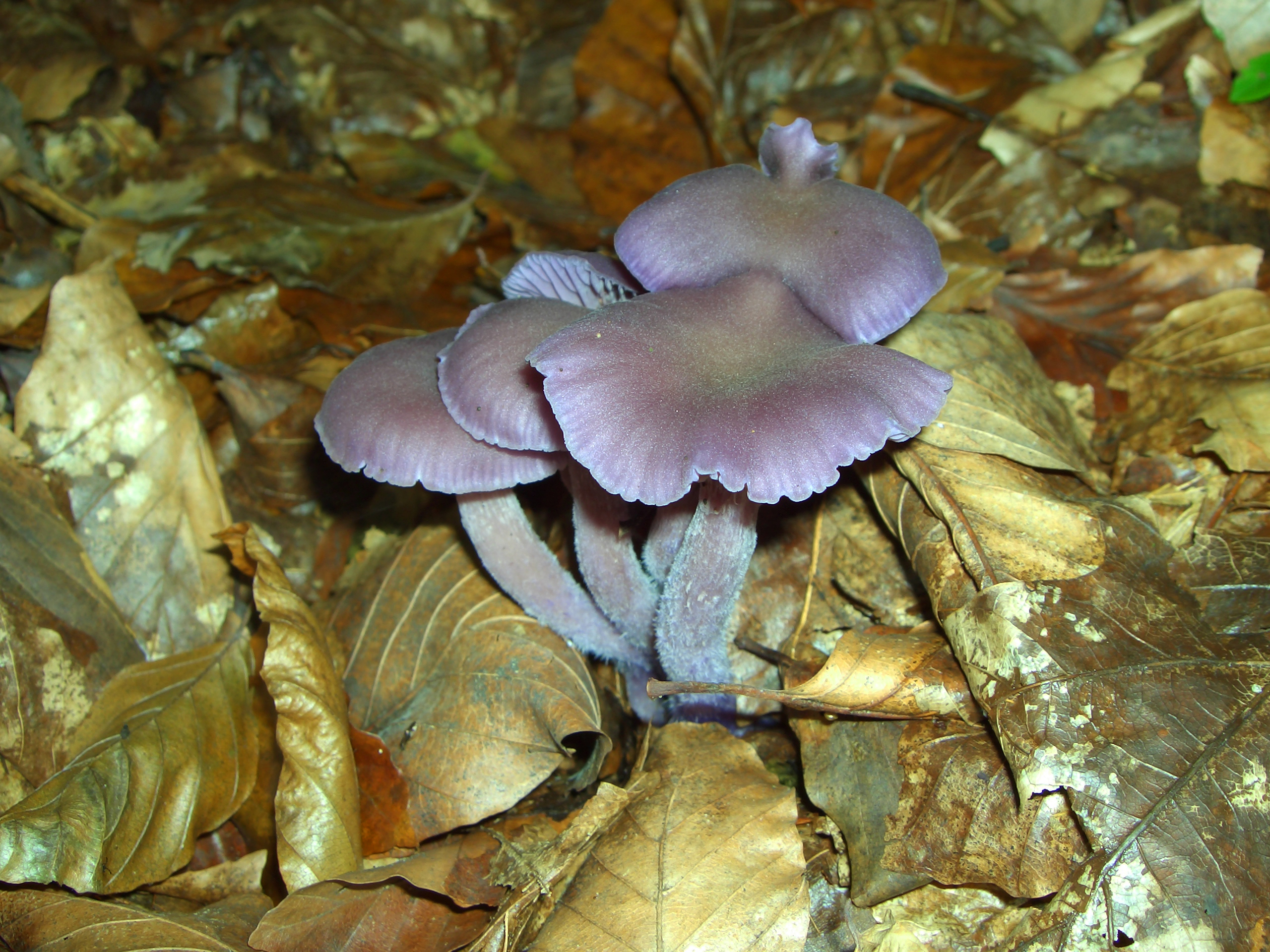
L. amethystina, tufă

## Confuzii
Buretele poate fi confundat cu mai multe alte specii, între altele cu forme mici ale lui Cortinarius traganus (otrăvitor) sau Cortinarius violaceus (comestibil), cu Entoloma chalybeum (necomestibil), Entoloma dichroum (necomestibil), Entoloma euchroum (fără valoare culinară, un gust sau miros particular lipsește), Entoloma serrulatum (necomestibil, fără valoare culinară), Inocybe geophylla var. lilacina (otrăvitoare), cu forme rozalii ale lui Laccaria laccata (comestibil), Laccaria maritima (comestibil),  Laccaria proxima (comestibil) sau cu Cuphophyllus lacmus (comestibil), Mycena pura ((condiționat comestibilă, ușor otrăvitoare, margine canelată, miros de ridiche), și Mycena diosma (otrăvitor, margine canelată, miros de cutie de țigări).

## Specii asemănătoare în imagini

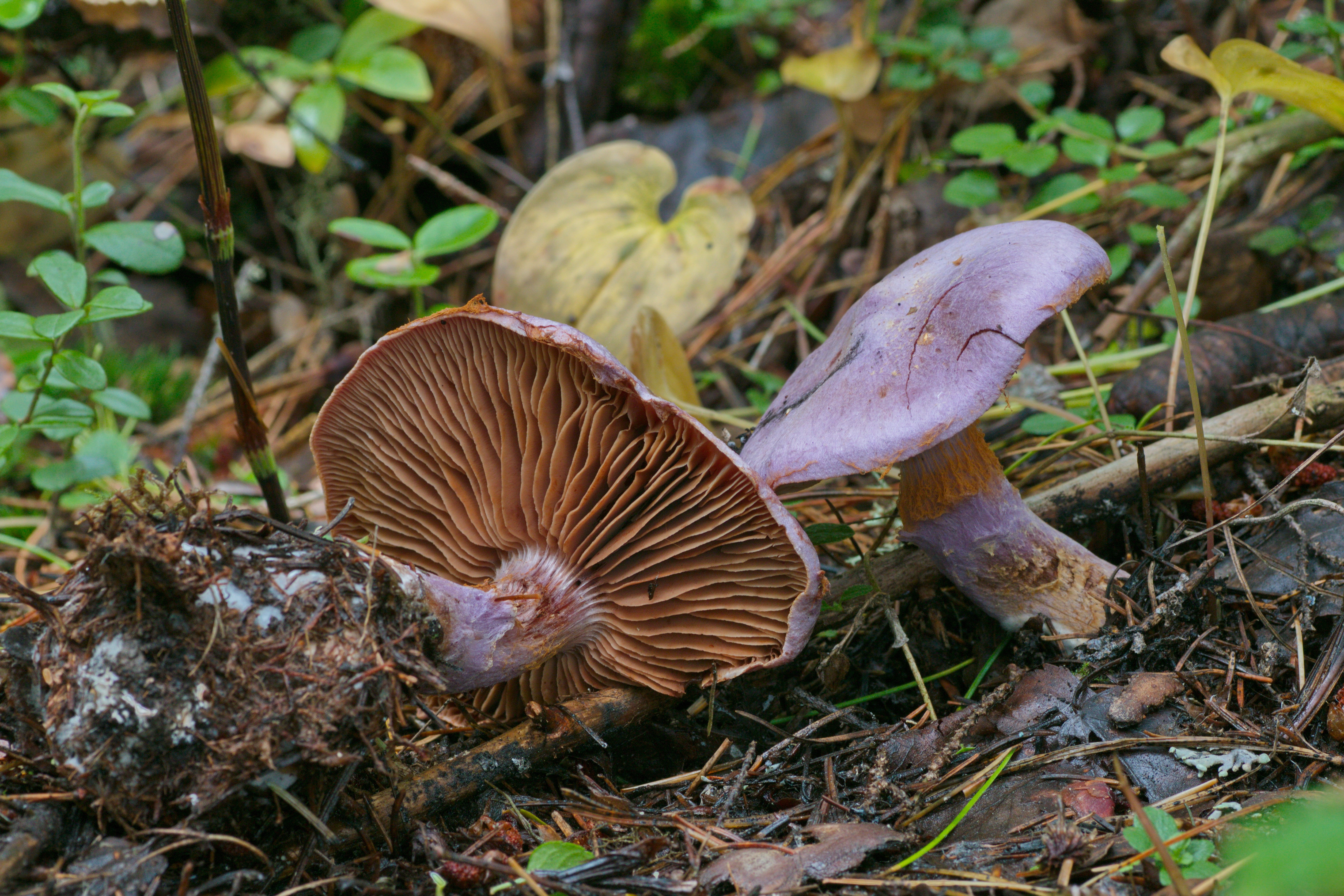
!!Cortinarius traganus!!
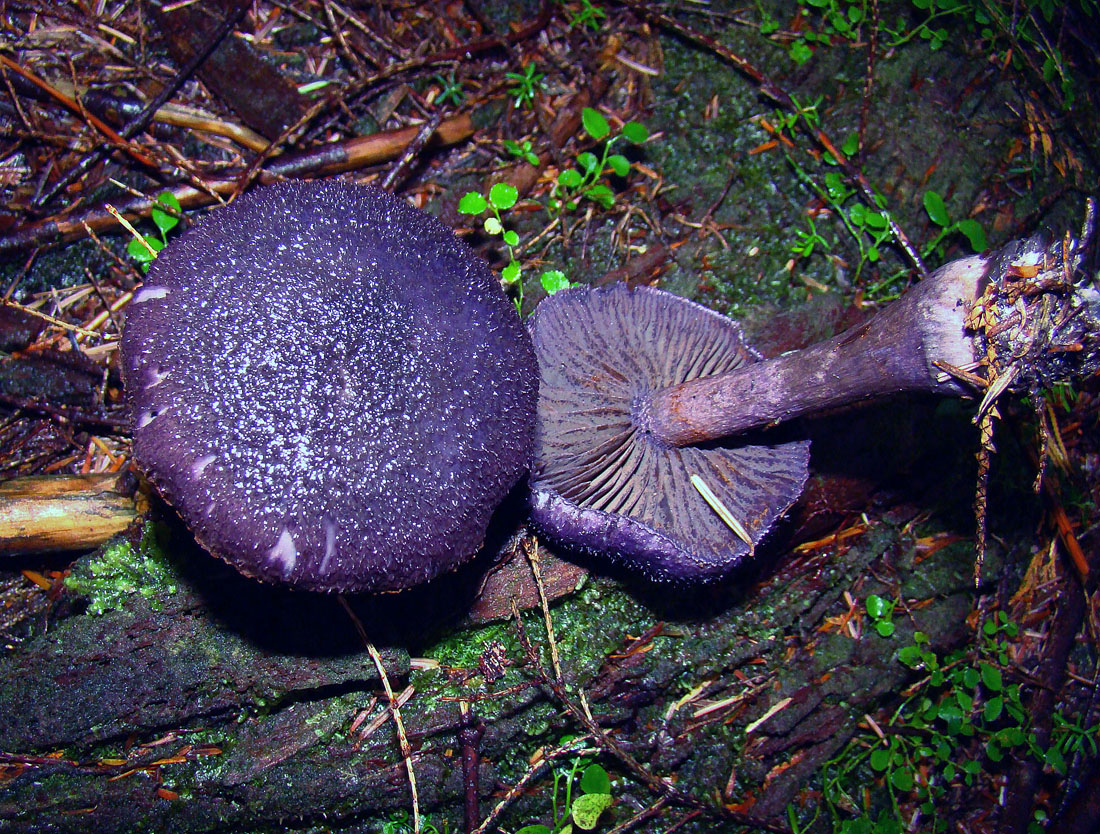
Cortinarius violaceus
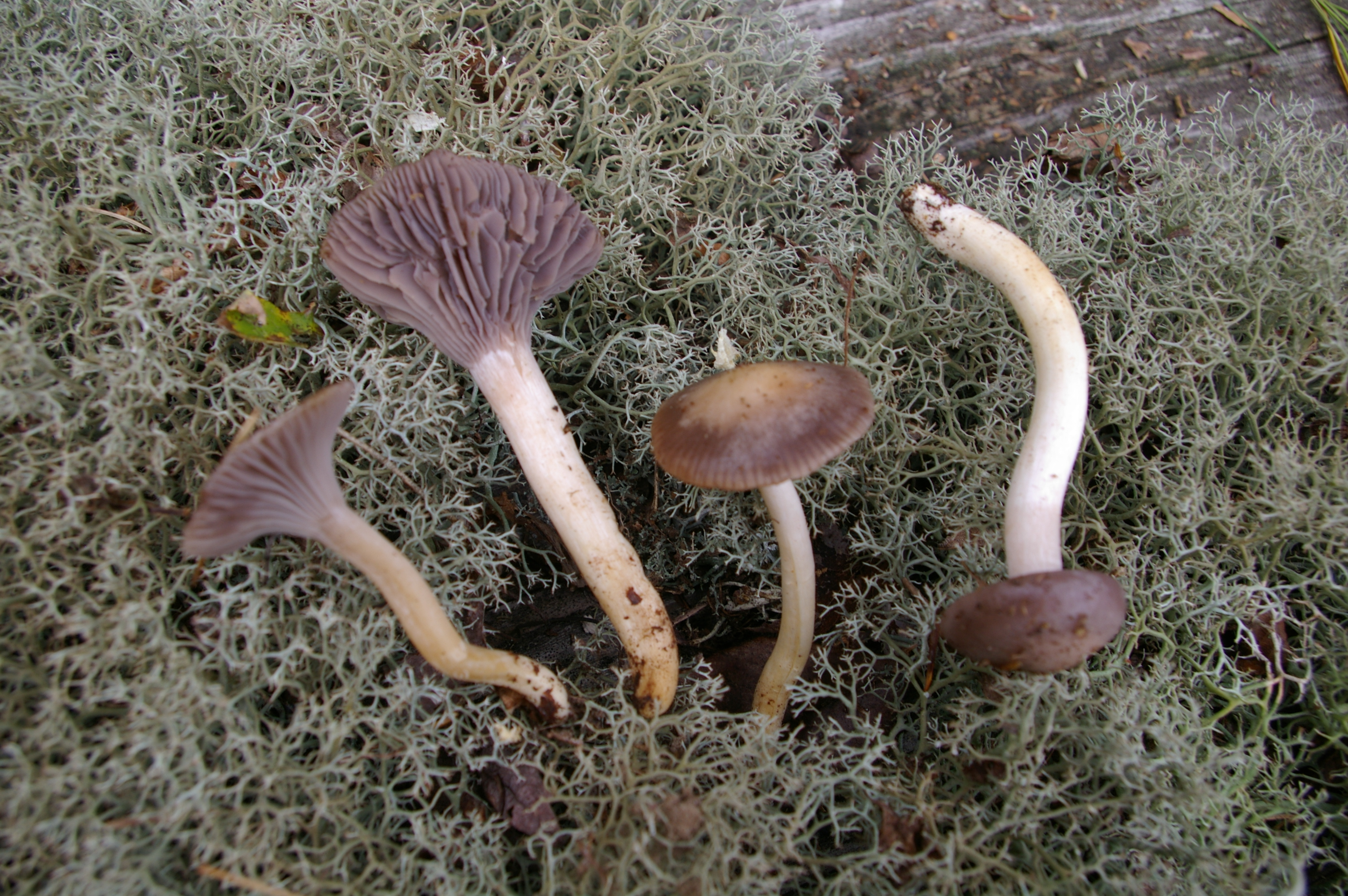
Cuphophyllus lacmus
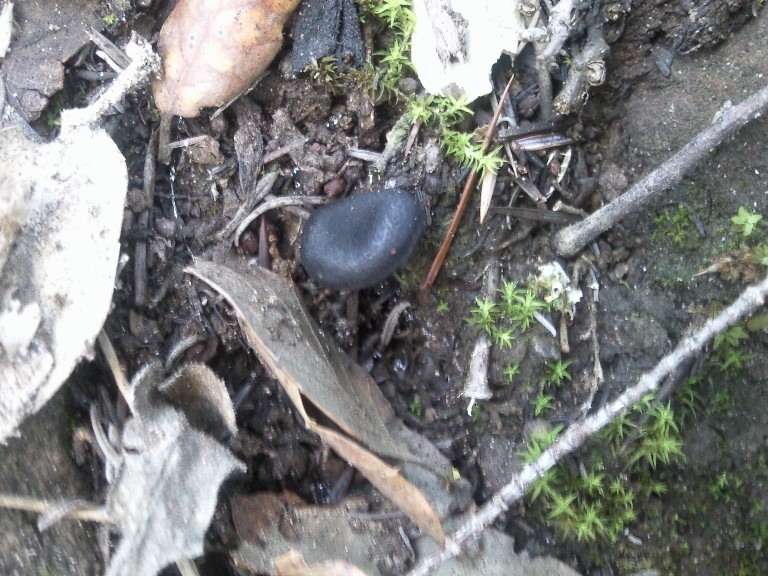
!Entoloma chalybeum!
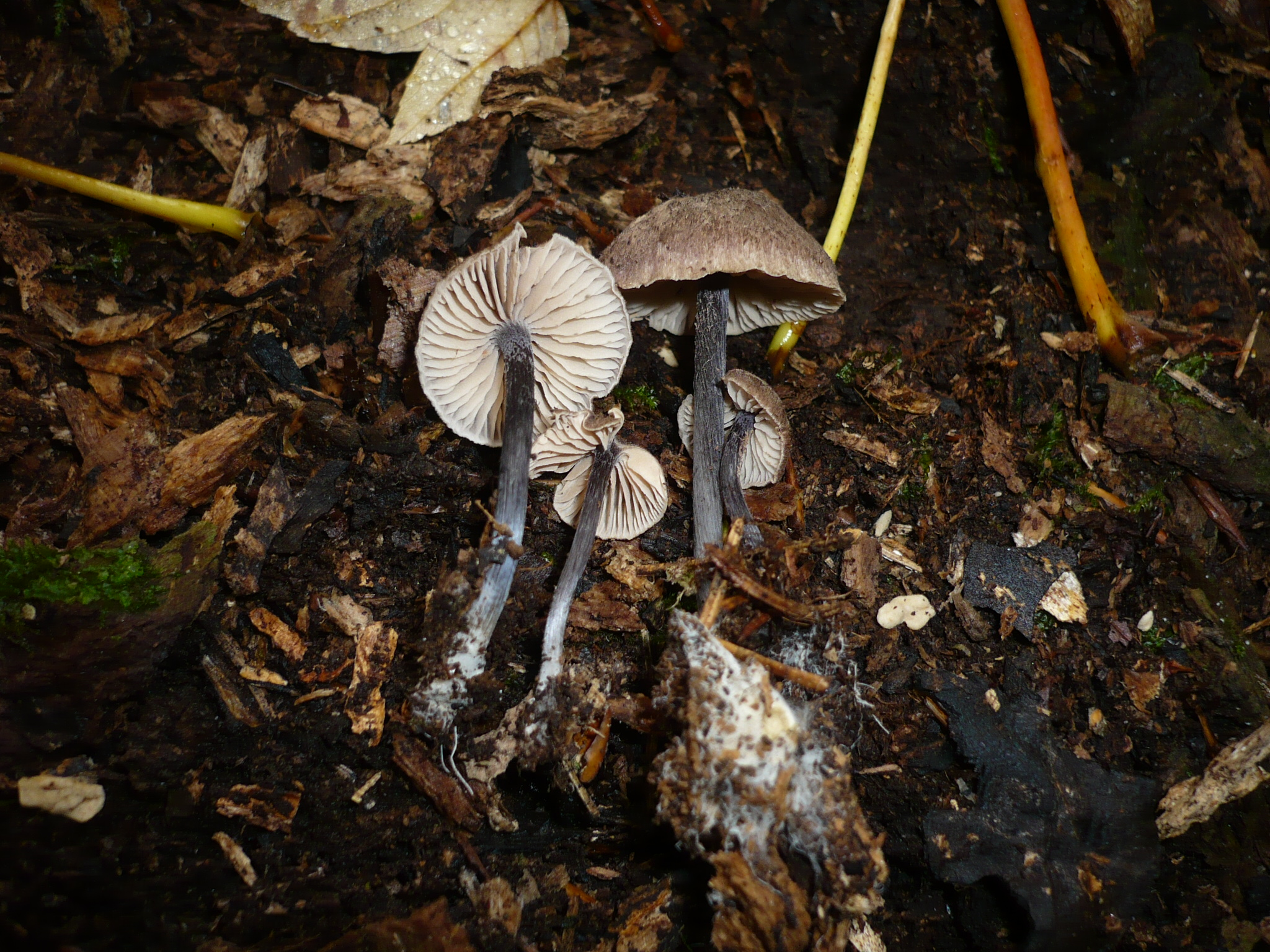
!Entoloma dichroum!

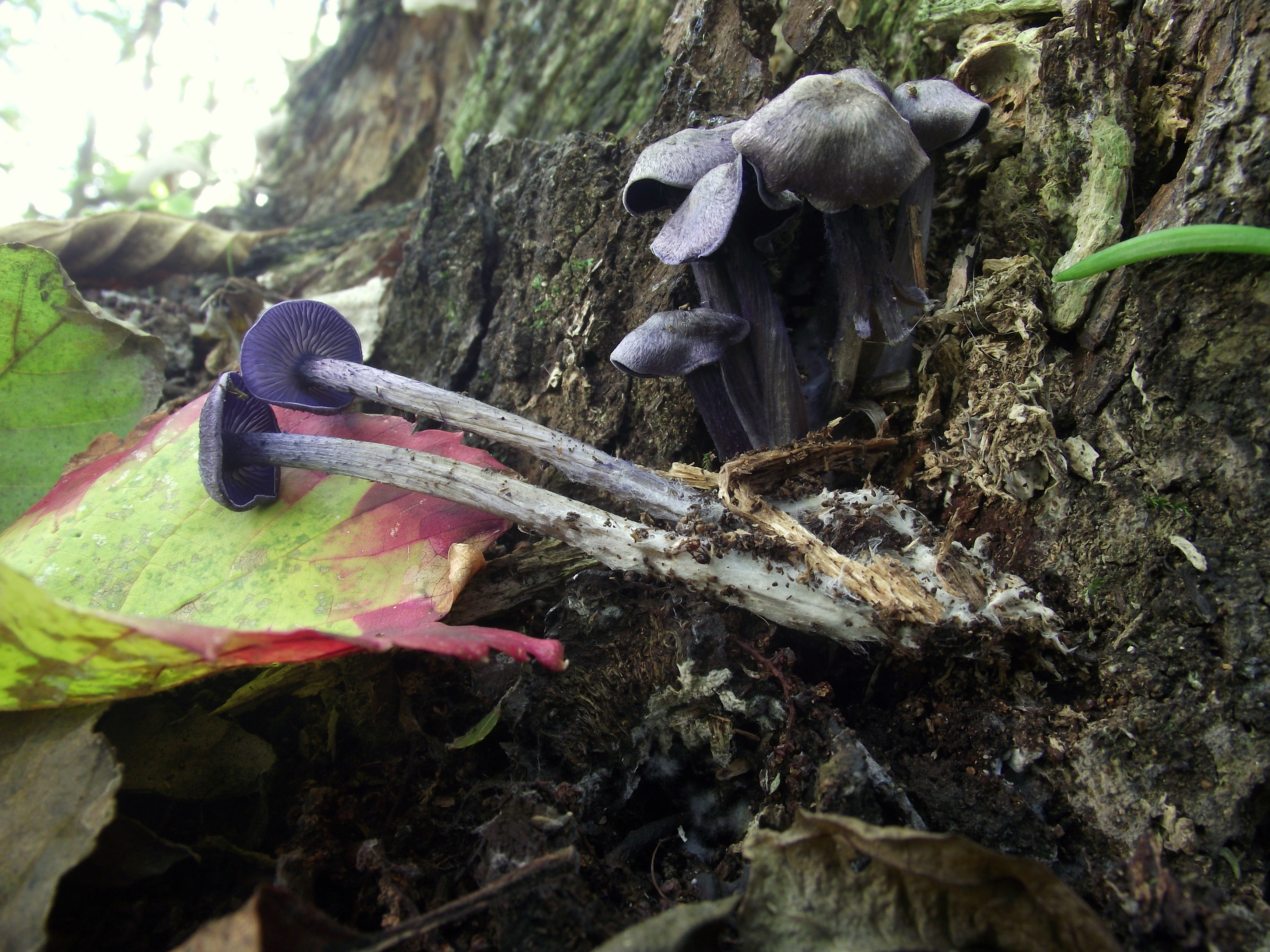
!Entoloma euchroum!
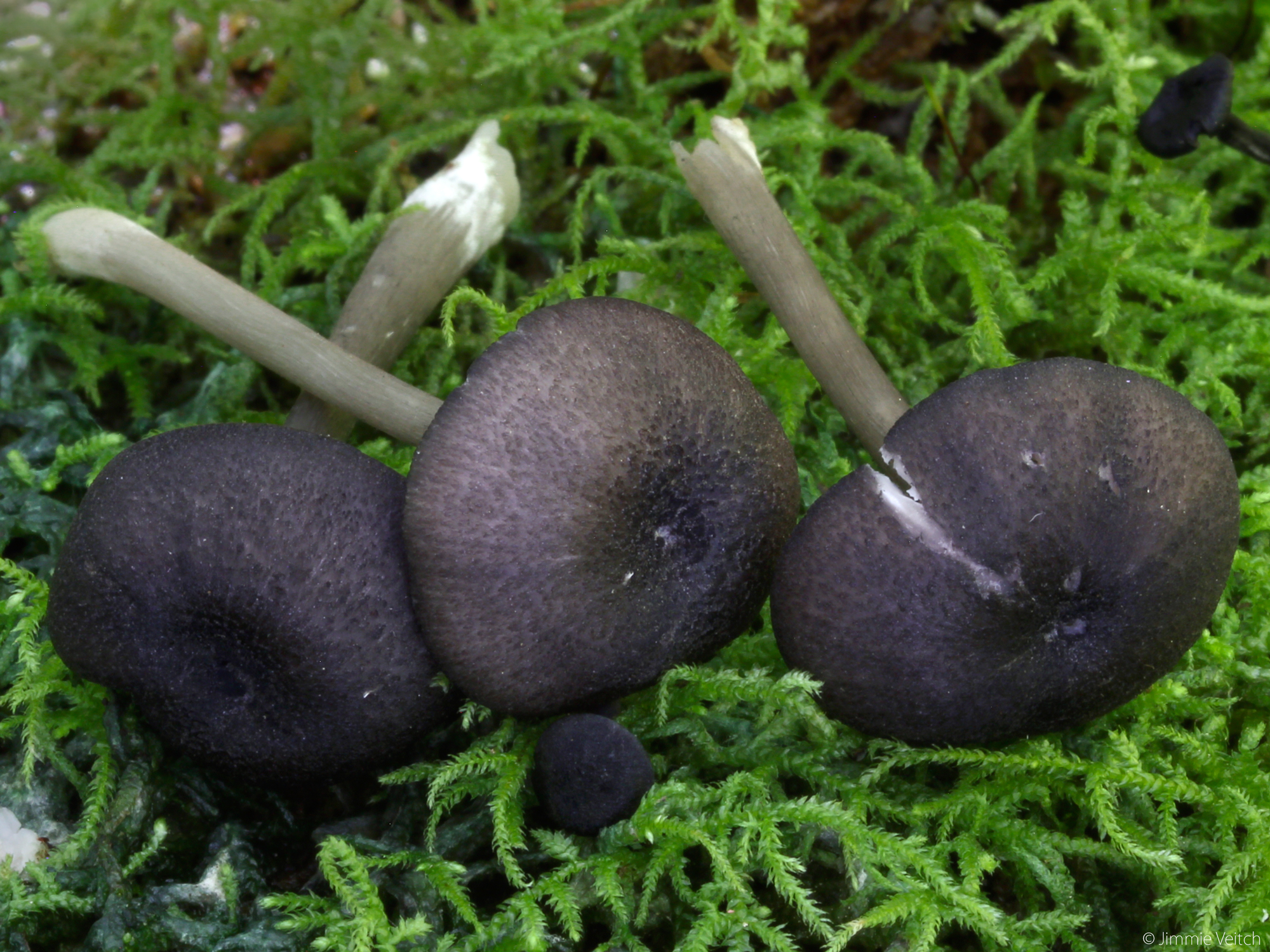
!Entoloma serrulatum!
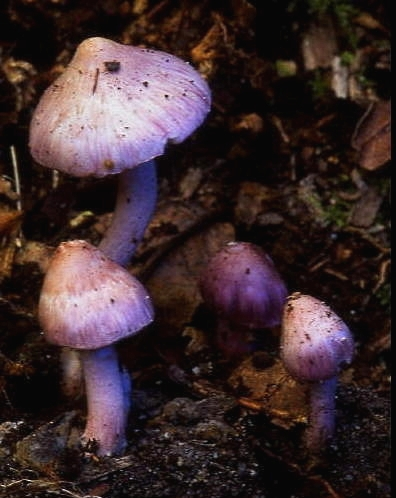
!!Inocybe gephylla var. lilacina!!
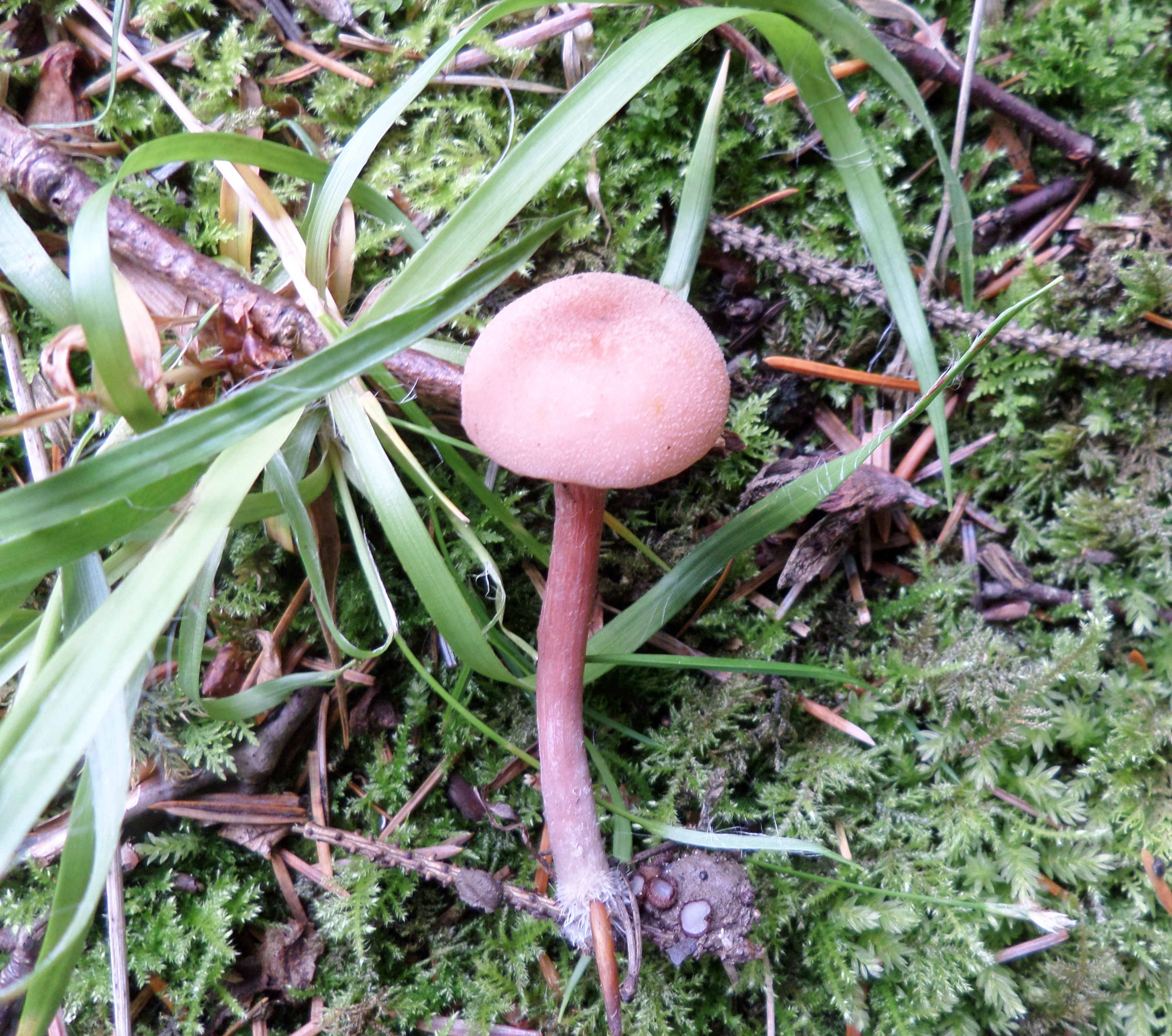
Laccaria laccata

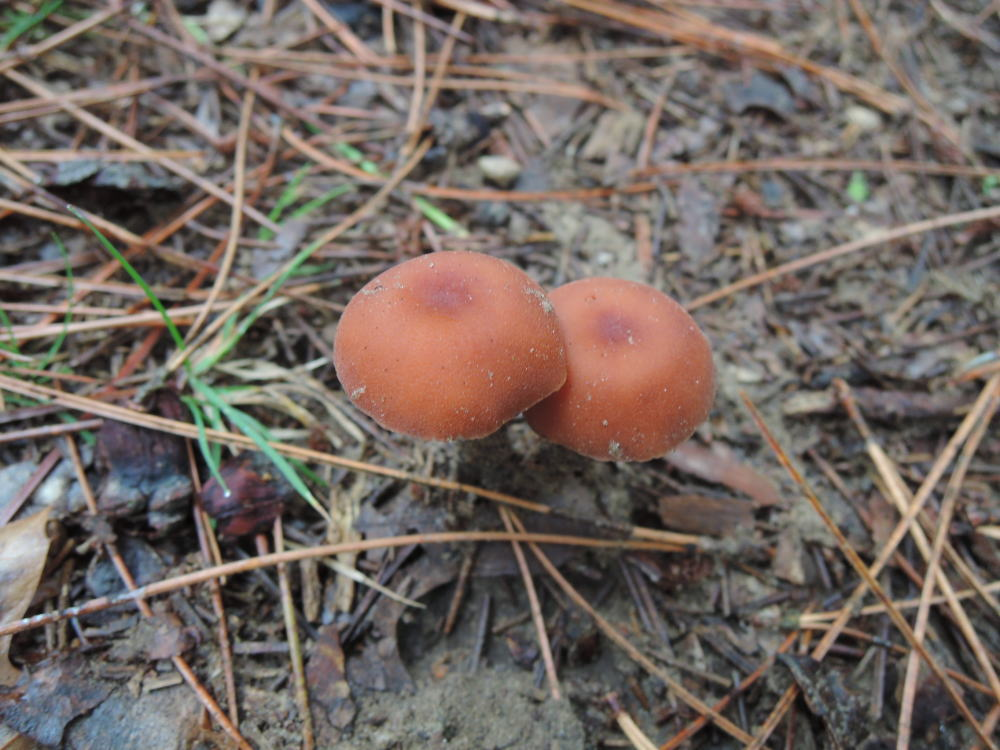
Laccaria maritima
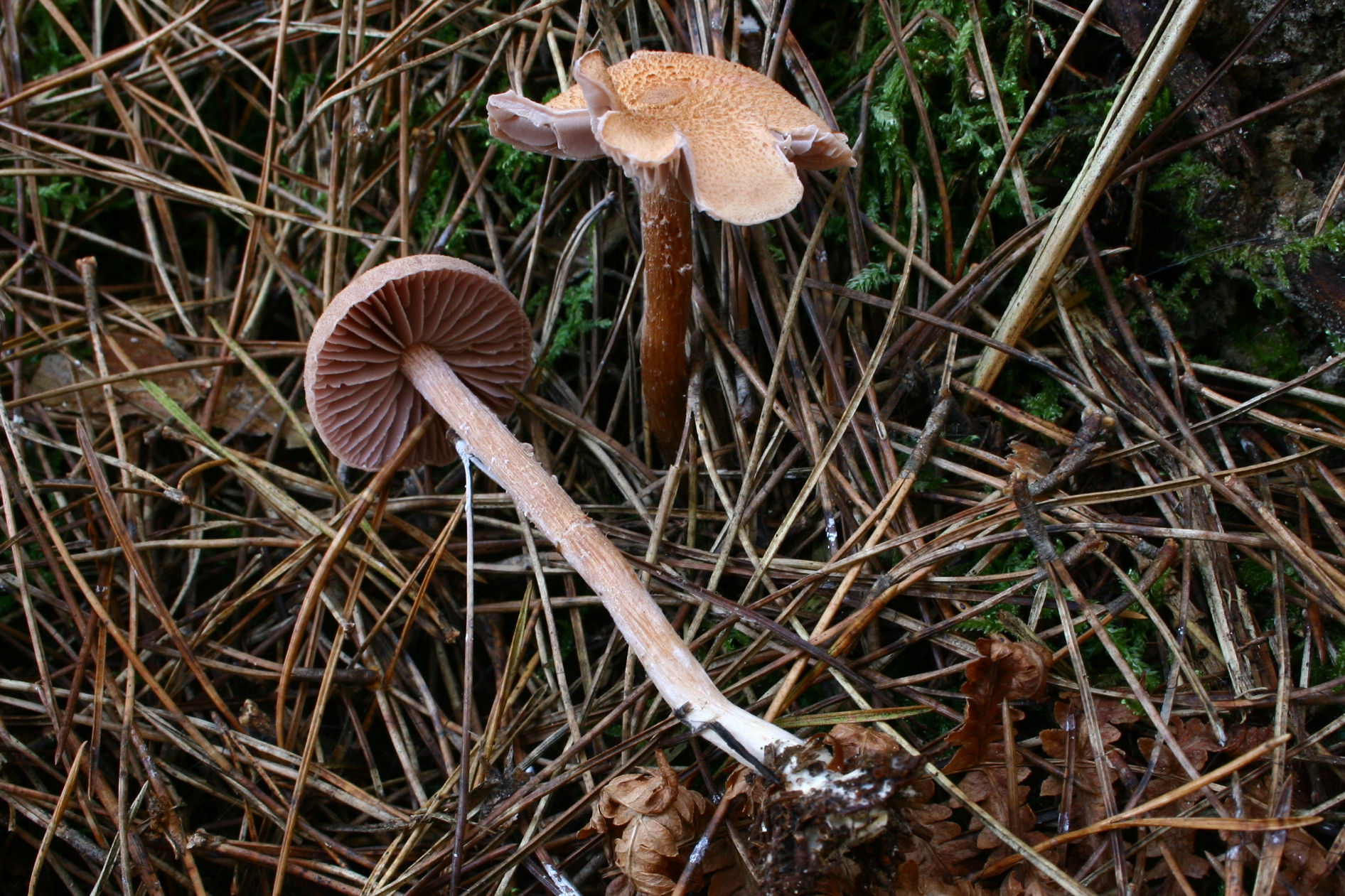
Laccaria proxima
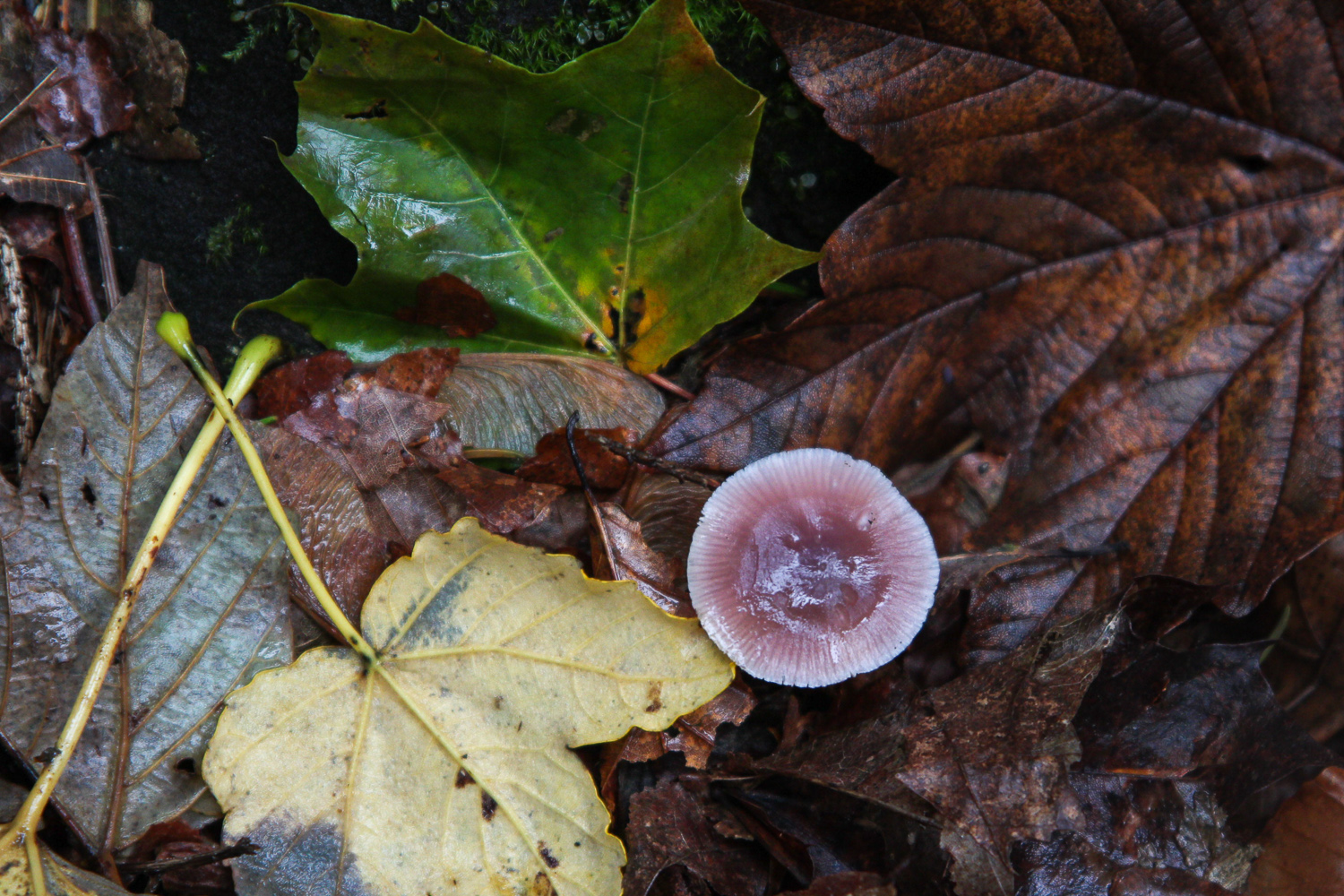
!!Mycena diosma!!
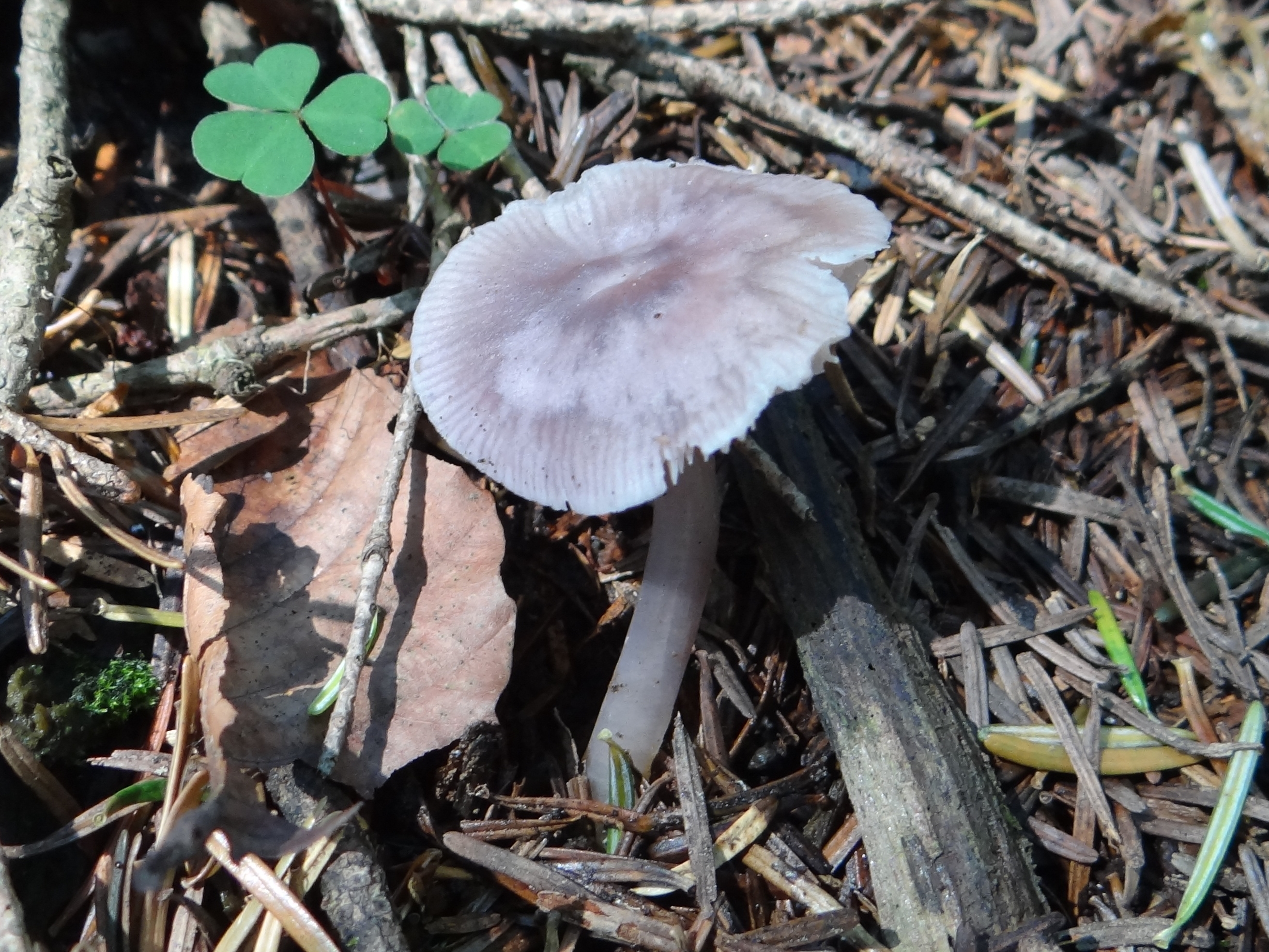
Mycena pura

## Valorificare
Amăgitoarea de ametist este o ciupercă de calitate medie. Deși în mod normal destul de mică, crește mereu în cantități respectabile. Astfel este adesea culeasă și consumată, dar confuzia cu ciuperci otrăvitoare sunt posibile (datorită marii variabilități). Ea poate fi preparată și consumată ca buretele de rouă și să fie foarte delicioasă după conservarea în oțet.